# Lac Tuttle Creek
Le Lac Tuttle Creek est un lac réservoir sur la rivière Big Blue à 8 km au nord de Manhattan dans la région de Flint Hills au nord-est du Kansas. Il a été construit et exploité par le Corps du génie de l’armée dans le but principal de lutter contre les inondations. Les fonctions secondaires du projet comprennent la libération de réserves d’eau pour maintenir le trafic des barges sur le fleuve Mississippi pendant les saisons de sécheresse, l’entretien d’un bassin de conservation polyvalent pour l’amélioration du poisson et de la faune et les loisirs (pêche, chasse et navigation de plaisance), et le rejet d’eau suffisant dans les sécheresses pour maintenir la qualité de l’eau pour les communautés en aval. 
La construction du barrage a commencé en 1952 et sa mise en eau s'est terminé en 1962. Le lac de forme allongé de 25 km pour une largeur moyenne de 2 km, a une superficie de 50 km2 et draine un bassin de 24 940 km2

### Source
- (en) Cet article est partiellement ou en totalité issu de l’article de Wikipédia en anglais intitulé « Tuttle Creek Lake » (voir la liste des auteurs).